# Dormitio Virginis (Cimabue)
La Dormitio Virginis è un affresco (circa 350x320 cm) di Cimabue e aiuti, databile attorno al 1277-1283 circa e conservato nell'abside della basilica superiore di San Francesco di Assisi. 

## Storia
La datazione degli affreschi di Cimabue è piuttosto discorde, sebbene negli studi più recenti si sia assestata a un periodo tra il 1277, anno dell'elezione al soglio pontificio di Niccolò III e il 1283 circa. Le storie mariane, nell'abside, sono in genere ritenute tra le prime decorazioni della basilica superiore.
Gli affreschi di Cimabue sono in generale in condizioni mediocri o pessime. Le storie del coro sono inoltre coperte per circa un terzo dagli scranni lignei quattrocenteschi. 

## Descrizione e stile
Ispirato alla Leggenda aurea di Jacopo da Varagine, l'affresco mostra il momento immediatamente successivo al trapasso di Maria: oltre agli apostoli, già presenti nella precedente scena del Trapasso e adesso relegati nella parte inferiore, sono apparsi anche Gesù, recante in mano l'animula della madre che sembra una bambina, e una fitta schiera di angeli e santi, disposti in file ordinate, ai lati e dietro il catafalco. Le varie file mostrano gerarchicamente l'importanza dei santi: più in alto gli angeli, a cui seguono i re e i patriarchi, col corpicapo a punta, i papi e i vescovi (i confessori), con palli e mitrie, e gli altri santi. 
Nemmeno la figura di Cristo, a differenza dell'iconografia tradizionale, appare isolata e quindi mistificata. Tale fusione,  potrebbe significare una contiguità immediata tra il trapasso e la rinascita dell'anima.
Essi riempiono tutti gli spazi sotto l'archetto trilobato che fa da cornice superiore, identico a quello della scena attigua del Trapasso. Pressoché perduta, per via di distacchi, è la figura di Maria, e tutta la scena risulta leggibile con difficoltà. 
Anche in questa scena l'ossidazione della biacca ha prodotto in alcuni punti zone scure dove un tempo dovevavo essere chiare, con un effetto simile a quello di un negativo fotografico.